# Fritz Frauenheim
Fritz Hermann Günter Frauenheim (* 9. März 1912 in Friedenau; † 28. September 1969 in Hamburg) war ein deutscher Marineoffizier der Kriegsmarine im Zweiten Weltkrieg und Direktoriumsmitglied von Mobil Oil AG.

## Leben
Fritz Frauenheim wurde am 9. März 1912 im Berliner Stadtteil Friedenau geboren. Er trat am 1. April 1930 in die Reichsmarine ein.

### Reichsmarine
Seine infanteristische Grundausbildung erhielt Frauenheim bei der 1. Schiffsstammdivision der Ostsee, die auf dem Dänholm bei Stralsund stationiert war. Am 1. Juli 1930 wurde Frauenheim auf das Segelschulschiff Niobe versetzt, wo er seine praktische Bordausbildung begann. Hier wurde Frauenheim am 10. Oktober 1930 zum Seekadetten ernannt. Zum 11. Oktober 1930 wechselte er auf den Leichten Kreuzer Emden, um seine Bordausbildung fortzusetzen. Mit Wirkung zum 1. Januar 1932 wurde Frauenheim zum Fähnrich zur See befördert. Anschließend ging er zur Marineschule Mürwik in Flensburg-Mürwik. Anfang 1932 wurden die Ausbildungsabteilungen der Marine umgegliedert. Frauenheim gehörte nun zur 4. Abteilung der II. Schiffsstammabteilung in Stralsund. Hier erhielt Frauenheim seine weitere Grund- und Infanterieausbildung. Zum 1. April 1932 kehrte er zur Marineschule Mürwik zurück, um seinen Fähnrichs-Hauptlehrgang zu absolvieren. Im Anschluss daran besuchte er ab 29. März 1933 an der Sperrschule Kiel-Wik den Fähnrichs-Artillerielehrgang, anschließend ab dem 29. Juni 1933 den Fähnrichs-Torpedolehrgang an der Marineschule. Ab 19. August 1933 besuchte Frauenheim an der Küstenartillerieschule in Wilhelmshaven den Fähnrichs-Fla-Maschinenwaffen-Lehrgang und ab 13. September 1933 die Torpedo- und Nachrichtenschule Flensburg-Mürwik. Am 2. Oktober 1933 nahm er wieder seine Bordausbildung an Bord des Linienschiffes Schleswig-Holstein auf. Dort fungierte er als Korporalschaftsführer, Divisionsfeldwebel und Zugführer. Am 1. April 1934 wurde er zum Oberfähnrich zur See befördert. Am 26. Juni 1934 wechselte Frauenheim auf dem Leichten Kreuzer Karlsruhe, der zu dieser Zeit als Schulschiff diente. Mit der Karlsruhe bereiste Frauenheim Nord-, Mittel und Südamerika, sowie Portugal und Spanien. In der Funktion eines Divisionsleutnants war er in der Ausbildung eingesetzt und wurde im Verlauf der Reise am 1. Oktober 1934 zum Leutnant zur See befördert.

### Kriegsmarine
Ab dem 30. September 1935 absolvierte Frauenheim den Torpedo-Offiziers-Lehrgang B an der Marineschule in Mürwik. Er meldete sich zur U-Bootwaffe und wurde ab dem 27. Januar 1936 bei der Unterseebootsschule in Kiel geschult. Am 1. Mai 1936 wurde er Wachoffizier auf U 25. Einen Monat später erfolgte die Beförderung zum Oberleutnant zur See. Mit U  5 nahm Frauenheim unter dem Kommando von Eberhard Godt an der Seeblockade Spaniens infolge des Bürgerkrieges teil. Nachdem zunächst zwei deutsche U-Boote, U 33 und U 34 unter Geheimhaltung in die dortigen Kampfhandlungen eingegriffen hatten, wurden im Sommer 1937 weitere deutsche U-Boote in das spanische Seegebiet entsandt, um die international vereinbarte Seeblockade zu unterstützen. Für seinen Einsatz wurde Frauenheim zwei Jahre später mit dem Spanienkreuz in Bronze ausgezeichnet. Mit Beginn des 1. Oktober 1937 wurde Frauenheim zum Kommandanten auf U 21 ernannt.

#### Zweiter Weltkrieg

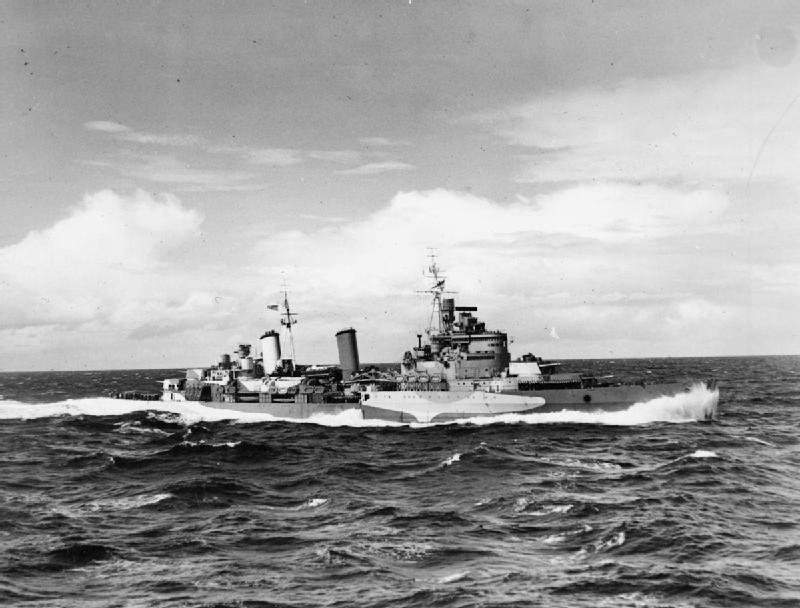
Der Kreuzer Belfast wurde durch eine von U 21 ausgebrachte Seemine im Firth of Forth so stark beschädigt, dass er für drei Jahre ausfiel

Mit U 21 unternahm Frauenheim als Kommandant fünf Feindfahrten. Auf der ersten Unternehmung patrouillierte das Boot vor der niederländischen Küste. Die zweite Unternehmung fand zwischen dem vom 9. September und dem 3. Oktober statt. Frauenheim meldete am 22. September die Versenkung eines britischen Zerstörers im Seegebiet vor Nord-Schottland – dieser angegebene Erfolg konnte jedoch nicht bestätigt werden. Die dritte Unternehmung, vom 22. Oktober 1939 bis zum 8. November 1939, absolvierte das Boot in der Nordsee und vor dem Firth of Forth, wo Frauenheim eine Minenoperation durchführte. Eine der von U 21 ausgebrachten Minen beschädigte kurz danach den britischen Kreuzer Belfast schwer. Zum Jahresende 1939 wurde Frauenheim ab dem 30. Dezember 1939 zur Verfügung gehalten. Ab dem 10. Februar 1940 erhielt er mit weiteren Offizieren die Baubelehrung zu dem neuen Boot U  101, als dessen Kommandant er vorgesehen war. Das Boot hätte nach Einhaltung der durchgängigen Nummerierung der deutschen Boote eigentlich U 71 heißen müssen, war aber zur Verschleierung der stockenden Produktionszahlen mit einer höheren Nummer versehen worden.

#### DieWashington

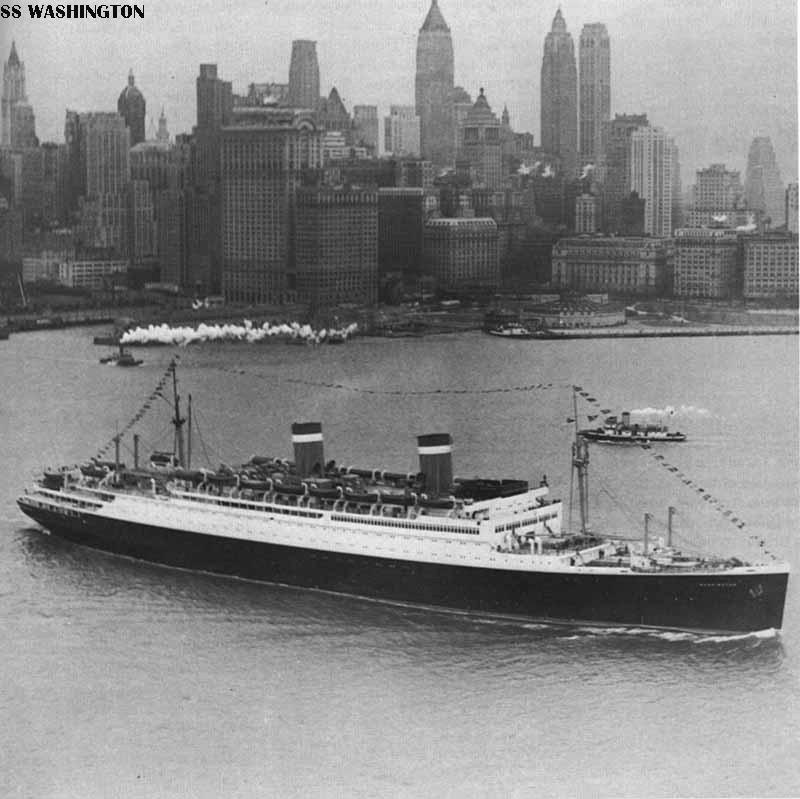
SS Washington

Nach dem Stapellauf wurde Frauenheim am 11. März 1940 Kommandant von U 101. Die erste Unternehmung führte das Boot Anfang Mai nach Trondheim um die dortigen Besatzungstruppen mit Flugzeugbenzin zu versorgen. Im Mai und Juni patrouillierte Fraunheim mit U 101 im Atlantik und in der Biscaya. Anfang Juni provozierte er beinahe einen schwerwiegenden diplomatischen Zwischenfall. Am 6. Juni traf U 101 im Seegebiet vor Lissabon auf einen großen Passagierdampfer mit 24.000 BRT, den Frauenheim als griechisches Schiff identifizierte. Er ließ auftauchen, steuerte U 101 an das andere Schiff heran und forderte Besatzung und Passagiere auf, innerhalb von zehn Minuten von Bord zu gehen. Dabei stellte sich heraus, dass es sich um den US-amerikanischen Passagierdampfer SS Washington handelte, der sich auf dem Weg von Portugal nach Galway befand. Als Frauenheim seinen Irrtum bemerkte, rief er dem Dampfer zu: "Sorry. Mistake. Proceed!", was später in der alliierten Presse empört als anmaßender strenger Befehl interpretiert wurde. Ähnlich wie bei der Versenkung der Athenia versuchte die deutsche U-Bootführung den Zwischenfall zunächst einem britischen U-Boot zuzuschreiben, während amerikanische Reporter spekulierten, die deutsche Seite hätte auf eine Versenkung abgezielt, um diese den Briten anzulasten, was wiederum die guten Verbindungen zwischen den USA und dem Vereinigten Königreich hätte belasten sollen. Beide Argumentationen verfingen jedoch nicht.

#### Ritterkreuz
Auf dieser Unternehmung versenkte Frauenheim den britischen Dampfer Wellington Star mit 11.400 BRT. Weiterhin gab Frauenheim die Versenkung von insgesamt 41.500 BRT an. Dafür wurde er am 17. Juni 1940 im Wehrmachtbericht genannt. Auf einer weiteren Unternehmung mit diesem Boot, vom 9. August 1940 bis zum 16. September 1940 andauerte, versenkte er weitere drei Schiffe mit 12.311 BRT. Für diese Leistungen wurde Frauenheim am 29. August 1940 mit dem Ritterkreuz des Eisernen Kreuzes ausgezeichnet. Die letzte Unternehmung von U 101 unter dem Kommando von Frauenheim dauerte vom 5. bis 24. Oktober 1940. Dabei wurden erneut vier Schiffe, darunter die Assyrian, mit mindestens 14.616 BRT versenkt. Frauenheim meldete vier weitere Versenkungen großer Schiffe, die er jeweils auf 5.000–7.000 BRT schätzte – diese Angaben konnten jedoch nicht bestätigt werden. Dennoch wurde Frauenheim aufgrund seiner Versenkungserfolge am 19. Oktober 1940 erneut im Wehrmachtbericht genannt. Danach übergab er das Kommando über U 101 am 3. November 1940 an Ernst Mengersen. Frauenheim wurde am 21. Dezember 1940 Offizierslehrer bei der 2. U-Lehrdivision in Gotenhafen.

#### Stabsoffizier und Flottillenchef
Am 5. April 1941 wurde Frauenheim dann Verbindungsoffizier beim Fliegerführer Atlantik, Generalleutnant Martin Harlinghausen. Diese Dienststelle, die der weiträumigen Aufklärung des atlantischen Seegebietes durch die Luftwaffe dienen sollte, war in Lorient stationiert. Frauenheims Aufgabe als Admiralstabsoffizier war die Koordination des Einsatzes der U-Boote mit den Aufklärungsaufgaben der Luftstreitkräfte. Am 1. Juli 1941 übernahm Frauenheim stellvertretend das Kommando über die 4. U-Flottille, eine Ausbildungsflottille, die in Stettin stationiert war. Einen Monat später wurde ihm das Kommando über die 6. U-Flottille übertragen. Die Flottille wurde in diesem Zeitraum in Danzig neu aufgestellt und Frauenheim trat das Kommando nicht an.

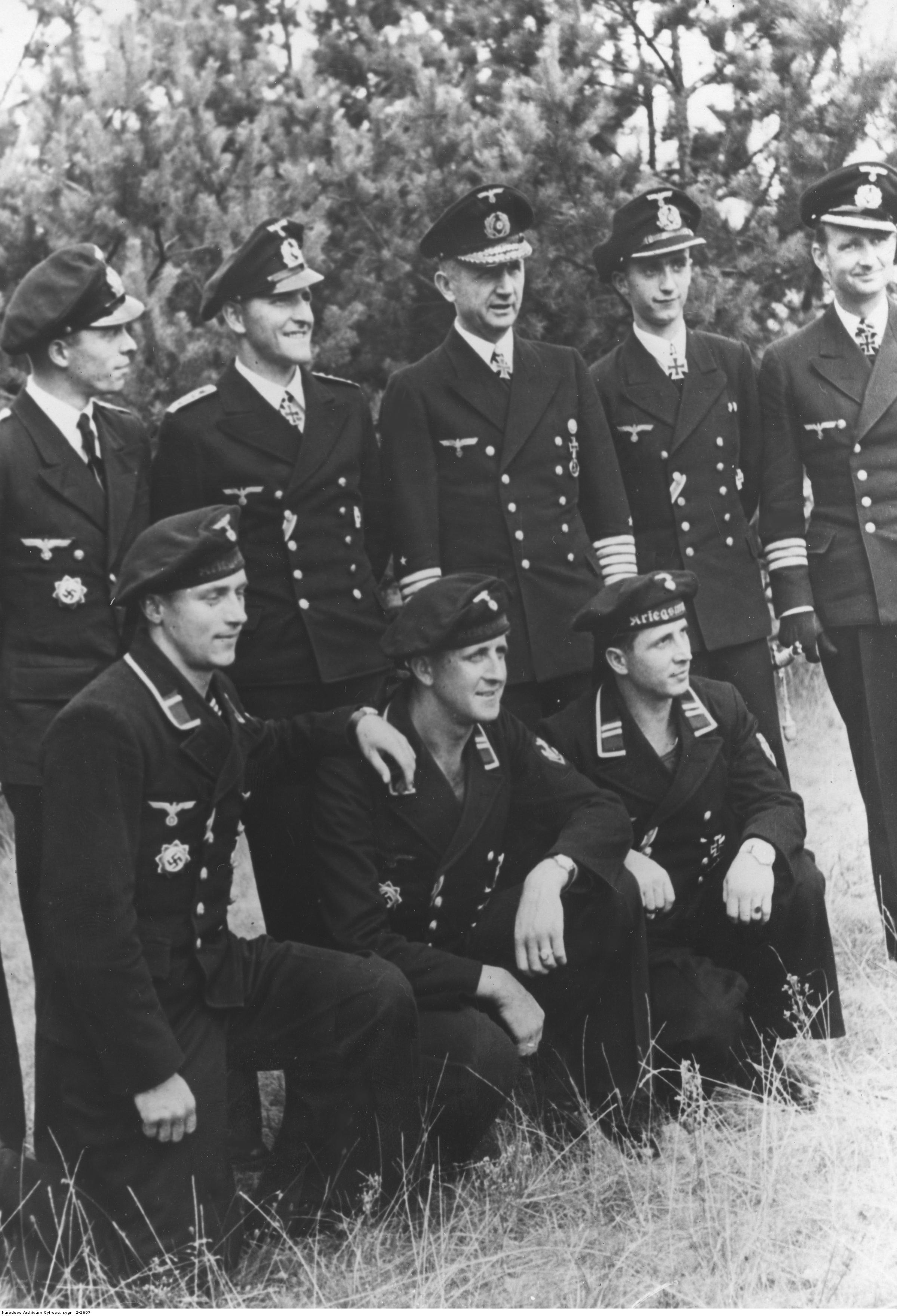
Frauenheim (rechts) mit weiteren Stabsoffizieren und Matrosen, mittig Karl Dönitz

Am 11. September wurde er Flottillenchef der 23. U-Flottille, die sich ebenfalls gerade im Aufbau befand. Das Engagement der Kriegsmarine im Mittelmeer hatte sich in dieser Zeit erheblich verstärkt. Ende Juni war das Marinegruppenkommando Süd eingerichtet worden, das den gemeinsamen Einsatz der deutschen und der italienischen Seestreitkräfte koordinierte, wobei deren beteiligter Stabsoffizier im komplexen Gefüge der Zuständigkeiten lediglich Vorschläge unterbreiten konnte. Der Einsatz der Seestreitkräfte der Achsenmächte wurde aber faktisch allein vom Chef des Marinegruppenkommando Süd, Karlgeorg Schuster befehligt. Die neu aufgebaute U-Flottille war auf Salamis stationiert. In diesem Seegebiet hatte der Admiral Ägäis das Kommando, eine Dienststelle, die seit Juli 1941 existierte und zum Zeitpunkt von Frauenheims Ernennung durch Vizeadmiral Erich Förste ausgefüllt wurde. Mit Frauenheims Kommando über die 23. U-Flottille, wodurch er dem Marinegruppenkommando Süd direkt unterstellt worden war, ging allerdings faktisch seine Befehlsgewalt über die deutschen (und somit auch die italienischen) U-Boote östlich der Straße von Messina einher. Dies führte zu einer grotesken Gleichstellung mit dem erheblich dienstälteren und ranghöheren Admiral Ägäis Förste, was Admiral Schuster am 16. Oktober zu einer Beschwerde veranlasste. Als Konsequenz wurde Schuster das Kommando über die deutschen U-Boote entzogen und vollständig dem Führer der U-Boote im Mittelmeer, Victor Oehrn übertragen, was von Schuster sehr bedauert wurde. Frauenheim, der am 1. November 1941 das Italienische Kriegskreuz mit Schwertern erhalten hatte, unterstand in Folge der Neuordnung ab Frühjahr 1942 Oehrn direkt. Seine Position hatte er bis Mai 1942 inne, dann ging die 23. U-Flottille in der 29. U-Flottille auf, deren Kommando Frauenheim am 29. Mai 1942 übernahm. Diese Flottille war im italienischen Hafen La Spezia stationiert, von wo aus die verbliebenen Mittelmeer-U-Boote der Kriegsmarine operierten. Für deren effizienten Einsatz erwies sich der Hafen jedoch als zu klein, zudem er mit italienischen Schiffen und U-Booten überfüllt war. Zusätzliche Schwierigkeiten ergaben sich aus der Zusammenarbeit mit den italienischen Dienststellen, die nicht reibungslos verlief. Nach der Niederlage im Tunesienfeldzug befürchtete die Seekriegsleitung zudem die Absetzung Mussolinis und die Kapitulation des italienischen Verbündeten, oder gar den Übertritt auf alliierte Seite. Daher wurde beschlossen, die U-Flottille nach Toulon zu verlegen – gleichzeitig wurde Frauenheim, der im Juni 1943 mit dem Ritterkreuz des Ordens vom Römischen Adler mit Schwertern ausgezeichnet worden war, durch Günter Jahn abgelöst.
Zwischen dem 1. August 1943 und 16. Februar 1944, inzwischen zum 1. März 1944 zum Korvettenkapitän befördert, stand Frauenheim beim Kommandierenden Admiral der U-Boote erneut zur Verfügung. Bis April war er als U-Admiralstabsoffizier beim Marineoberkommando Ostsee. Im Frühjahr 1944 war Frauenheim Einsatzleiter der neu aufgestellten Kleinkampfverbänden der Kriegsmarine bei deren erstem Kampfeinsatz im April 1944 in Nettuno. Zurück in Deutschland wurde Frauenheim noch im April 1944 zum Chef des Stabes beim Admiral der Kleinkampfverbände Hellmuth Heye ernannt. Am 23. November erhielt er das Deutsche Kreuz in Gold, wenige Tage später wurde er zum Fregattenkapitän befördert. Die Position des Stabschefs hatte Frauenheim bis Kriegsende inne. Am 8. Mai 1945 geriet er in britische Kriegsgefangenschaft, aus der er am 9. Januar 1946 wieder entlassen wurde.
Der deutschstämmige Militärschriftsteller Mallmann Showell wertete Frauenheim als „außergewöhnlichen U-Boot-Kommandant“.

### Nachkriegszeit
Nach dem Krieg war Frauenheim fast 20 Jahre bis zu seinem Tod bei der Mobil Oil AG in der Bundesrepublik Deutschland beschäftigt. Zuletzt war er Mitglied des Direktoriums und Leiter der Hauptabteilung Marine Transportation und Pipelines.